# Борзещ
Борзещ (на румънски Borzeşti) e бивше село, днес част от град Онещ в окръг Бакъу, Румъния.
Селото е известно най-вече с това, че в него се е родил и израснал известният румънски владетел Щефан чел Маре, чиито прадеди са владеели тамошните земи.
Между 9 юли 1493 г. и 12 октомври 1494 г. Щефан издига в селото църква (“Успение Богородично”). Легендата разказва, че църквата е посветена на дете, загинало при нашествието на татарите.
Част от надписите в църквата са на кирилица (вероятно на нереставрираните стенописи), а други - на латиница (най-вероятно нанесени върху оригиналните).